# Frans Blom
 (juillet 2021).
Si vous disposez d'ouvrages ou d'articles de référence ou si vous connaissez des sites web de qualité traitant du thème abordé ici, merci de compléter l'article en donnant les références utiles à sa vérifiabilité et en les liant à la section « Notes et références ».
Frans Blom, né en 1893 et décédé le 23 juin 1963, est un archéologue danois. Il est l'une des plus importantes autorités sur la culture des Mayas. Il est marié à Gertrude Duby.

## Biographie
Frans Blom passe presque toute la totalité de son existence dans les jungles du Chiapas où ses explorations menèrent à la découverte de plusieurs ruines de cités depuis longtemps oubliées. Il est aussi l'auteur de Tribes and Temples (1927) et Conquest of Yucatan (1936). 
En 1950, Blom et son épouse achetèrent une grande maison à San Cristóbal de las Casas. Cette demeure, baptisée Casa Na Bolom ("Maison du Jaguar") devint un centre culturel et scientifique avec des chambres pour les visiteurs, Gertrude Blom poursuivit l'entreprise pendant des décennies après la mort de son mari.
Frans Blom est décédé à San Cristobal, au Mexique, le 23 juin 1963.